# Perdiccas
Perdiccas (tên Hy Lạp: Περδίκκας, Perdikas), mất năm 321 hoặc 320 TCN, là một trong số những tướng lĩnh quan trọng của Alexandros Đại đế. Sau cái chết của Alexandros đại đế năm 323 TCN,  ông trở thành quan nhiếp chính cho đế chế của Alexandros.

## Đầu đời
Theo Arrian, thì ông là con trai của Orontes,  một người thuộc hoàng tộc tại tỉnh Orestis. Ông là chỉ huy của lực lượng bộ binh Phalanx nặng. Perdiccas tỏ ra đặc biệt xuất sắc trong chiến dịch chinh phục Thebes năm 335 TCN, trong chiến dịch này ông đã bị thương nặng. Sau đó ông là một trong những vị tứơng quan trọng trong cuộc chinh phục Ấn Độ của Alexander. Khi Hephaestion qua đời một cách đột ngột vào năm 324 TCN, ông đã được bổ nhiệm làm chỉ huy của lực lượng kị binh Companion và chiliarch(vizier). Cũng trong năm 324 TCN, trong lễ cưới tập thể tổ chức tại Susa, Perdiccas đã kết hôn với cháu gái của một phó vương tại Media, có tên Ba tư là Atropates.

## Nhiếp chính
Trong cuộc phân chia tại Babylon xảy ra sau cái chết của Alexander đại đế (năm 323 TCN), các tướng lĩnh của Alexander đã đồng ý công nhận cho Philip III của Macedon, một người con bị bệnh động kinh của cha Alexander là Philip II của Macedonia và người con chưa sinh ra của Alexander với Roxana được làm vua. Perdiccas được bổ nhiệm làm người giám hộ và là quan nhiếp chính của đế quốc. Ông tỏ ra không dung thứ cho bất cứ đối thủ nào, thay mặt hai vị vua (về sau Roxana sinh ra một người con trai), nắm trọn đế quốc dưới bàn tay của mình. Ông đã bắt giữ Meleager, chỉ huy lính bộ binh, rồi sát hại. Năm 322 TCN, ông ta đã hủy bỏ hôn ước với Nicaea, cháu của Antipater, bởi vì Olympias đã gả cho ông Cleopatra, em gái của Alexandros đại đế.
Người ủng hộ Perdiccas nhất là Eumenes, vị tướng cai quản vùng Cappadocia và Paphlagonia, đây là những tỉnh chưa bao giờ bị chinh phục bởi người Macedonia. Antigonus, vị tướng cai trị vùng Phrygia, Lycia và Pamphylia, đã từ chối thực hiện bất cứ mệnh lệnh nào mà Perdiccas ra lệnh cho ông. Một cuộc hội nghị hoàng gia được triệu tập để thử thách sự không tuân mệnh của ông ta, Antigonos đã trốn khỏi châu Âu và gia nhập vào liên minh của Antipater, Craterus và Ptolemaios nhằm chống lại Perdiccas.

## Nội chiến và qua đời
Rời bỏ cuộc chiến tranh ở Tiểu Á của Eumnes, Perdiccas thực hiện cuộc hành quân nhằm tấn công Ptolemaios ở Ai Cập. Ông ta đã tiến tới Pelusium nhưng thất bại khi vượt qua sông Nile. Một cuộc binh biến đã nổ ra trong quân đội của ông, điều này là do sự bất tín nhiệm bởi thất bại và sự tàn bạo của ông. Ông ta đã bị ám sát bởi những sĩ quan thân cận của mình là Peithon, Antigenes và Seleukos vào khoản năm 321 TCN hoặc 320 TCN.

## Tiểu thuyết lịch sử
Perdiccas xuất hiện như là một trong những ký tự chính trong cuốn tiểu thuyết lịch sử trò chơi Funeral của Mary Renault. Renault sử dụng chính tả Perdikkas.
Perdiccas là một trong các ký tự trong cuốn tiểu thuyết lịch sử Roxana Romance của AJ Cave với tên Hy Lạp Perdikkas. 

## Liên kết bên ngoài
- Perdiccas article by Jona Lendering on Livius: Articles in Ancient History
- Perdiccas entry in historical sourcebook by Mahlon H. Smith